# Општина Добровник
Општина Добровник (словен. Dobrovnik, мађ. Dobrónak) је једна од општина Помурске регије у држави Словенији. Седиште општине је истоимено насеље Добровник.
Општина Добровник је једна од општина са мађарском националном мањином у Словенији, а у општинским установама мађарски језик је козваничан са словеначким.

## Природне одлике
Рељеф: Општина Добровник налази се у североисточном делу Словеније. Општина се простире у источном делу равничарске и пољопривредне области Прекомурје, док крајњи северни део општине захвата подножје побрежја Горичко.
Клима: У општини влада умерено континентална клима.
Воде: Најважнији водоток у општини су речица Лендава, која је средишње постављена у општини. Сви остали водотоци су мали и њене притоке. У општини постоји и вештачко Буковнишко језеро.

## Становништво
Општина Добровник је ретко насељена.
Општина Добровник је једна од 3 општине са мађарским становништвом у Словенији. Већинско становништво у општини су Мађари са 725 припадника (55,5%), Словенци броје 511 припадника (39,1%), а остатак чини махом ромско становништво. У општинској самоуправи мађарски језик је у равномерном положају са словеначким.

## Насеља општине
| - Добровник - Житковци - Стреховци |

## Додатно погледати
- Добровник